# 紅葉の棋節
『紅葉の棋節』（もみじのきせつ）は、里庄真芳による日本の漫画作品。『週刊少年ジャンプ』（集英社）にて、2018年24号から同年40号まで連載された。本作と同じ設定である前身作品『モミジの棋節』についても説明する。『モミジの棋節』は『ジャンプGIGA』（同）にて、2017 vol.1からvol.4まで連載された。『モミジの棋節』は指導棋士の田中誠、『紅葉の棋節』では三枚堂達也が監修をしている。

## 登場人物
蔵道 紅葉（くらみち もみじ）
本作の主人公。一人称は「俺」。蔵道桜の弟で、棋士を目指す少年。常に天才と呼ばれた兄と比べられ続け、結果を残せず世間からは「才能を枯らした落ち葉」と言われていた。ある日、くすぶっていたときに銀杏と出会う。受け将棋と頭突きが得意。
市原 銀杏（いちはら いちょう）
史上初の女性プロ棋士。桜の弟子で、銀使いを得意とする攻めの将棋から銀姫と呼ばれる。紅葉を竜王にするために弟子にする。
蔵道 桜（くらみち さくら）
紅葉の兄。桜流と呼ばれる攻め将棋で天才棋士と謳われていたが、竜王戦の最中に持病の悪化によって命を落とす。
綿貫 櫟（わたぬき くぬぎ）
全国レベルの実力者で、将棋大会では幾度と紅葉と対戦した。紅葉と共に奨励会に入会。
館虎 千鳥（たちとら ちどり）
しつこい攻めで追い詰める将棋を得意とする。紅葉と共に奨励会に入会し、仲良くなる。
染井 吉野（そめい よしの）
体が弱く入院していた頃、桜に将棋を教わる。桜流の指し手。紅葉と共に奨励会に入会。
雪柳 渚（ゆきやなぎ なぎさ）
奨励会員。赤江門下の中でもホープと言われている。赤江一門の中でも誇りは人一倍。
赤江 椿（あかえ つばき）
現竜王。かつて桜と竜王戦で対戦した。現在の将棋界では、上位を赤江一門が占めている。

## 反響
『紅葉の棋節』の連載が開始されたころは将棋がブームとなっていたため、「売れそうな予感がする」と注目されていた。作中で描かれた勝負や戦法に、展開が「楽しみ」だという読者からの期待が寄せられていた。

## 書誌情報
- 里庄真芳『モミジの棋節』集英社〈ジャンプ・コミックス〉、2017年12月4日発売[5][6]、ISBN 978-4-08-881429-2
- 里庄真芳『紅葉の棋節』集英社〈ジャンプ・コミックス〉、全2巻
  1. 2018年9月4日発売[3][7]、ISBN 978-4-08-881605-0
  2. 2018年11月2日発売[8]、ISBN 978-4-08-881643-2